# Nkolafamba
Nkolafamba (ou Nkol-Afamba) est une commune du Cameroun située dans la région du Centre et le département de la Méfou-et-Afamba.

## Géographie
{Créée par décret n°95/82 du 24 avril 1995, la commune de Nkolafamba d’une 
superficie de 652 km² pour une population de 14 494 Habitants (Source : BUCREP 2005) est 
située à 10 Km de Yaoundé. Comportant 48 chefferies de 3ème degré (16 dans l’espace urbain et 32 dans l’espace rural), elle est limitée :
• Au Nord par les Communes d’Awae et de Soa ;
• Au Sud par la Commune de Mfou ;
• À l’Est par la Commune de Ndzeng et ;
• À l’Ouest par la Commune de Yaoundé 4ème

### Milieu biophysique

#### Le Relief
Le relief de cette Commune fait partie du vaste plateau sud-camerounais d’altitude 
moyenne 650m. Il est accidenté par endroits du fait des collines isolées ou des complexes de 
collines, de pentes variables et par la présence de quelques rochers pouvant être exploités 
comme gravier dans les constructions diverses.

#### Climat
Le climat est tropical humide, de type équatorial, avec 4 saisons bien marquées. La 
moyenne annuelle des précipitations est de 1 700 mm et celle des températures de 24,5°C. 
Cependant des perturbations relevées depuis plus de deux ans ne permettent pas toujours 
d’avoir une démarcation nette de ces quatre saisons. La pluviométrie est de type bimodal 
permettant deux campagnes agricoles. Ce climat est favorable au développement de la forêt 
dense mais semi-décidue favorisant la culture du cacaoyer.

#### L’Hydrographie
La zone est arrosée par un réseau hydrographique constitué de grandes rivières, 
l’ATO’O et AFAMBA avec leurs nombreux affluents tels que : NTEM, NKOABONG, NSOLE, 
YOBO, OTTOTTOMO, ZEZA’A, METUI, ABIEUGUE MELOE. La multitude des ruisseaux au 
sein de la Commune peut favoriser l’aquaculture (pisciculture) et aussi l’irrigation des cultures 
en saison sèche.
Le tableau ci-après présente quelques cours d’eau recensés par village :
Tableau 4 : Liste de quelques cours d’eau
Villages Cours d’eau
Ekom 1 Lolo, Otolong, Biheve, Kara, Kouam, Otondoga
Obom Ngoumgoumou, Ekogo
Ekom 2 Koam, Otoekoroe, Mbogngui
Akam Lolo, Koam
Ekoumeyen Etegue, Bivivié, Ato'o, Zeza
Eyo Aveze, Zeze, Ofoumlou, Etegue
Dzouzok Nkobo'o
Nkil Abom, Nlosomzolo, Agonbougou, Mindiki, Ntounbikibo
Mbaka Otobonobo, Ato'o, Zeza, Otodoum, Ekemeboumou, 
Otobewa, Adoung, Tzegue, Akoubegue
Mebou Ezembie, Ato'o
Meven Atoh, Tzegue, Ekokoro 1, Ekokoro 2
Ngalan-
Fong Zengue, Ndjinga
Ngang 1 Bivié, Nkoaba'a, Aveze, Ndomben, Nvombo
Mebang Ndou, Andoua
Abanga Endama, Bikemgue, Minyia Minyia
Ndibisson Mpkah, Ekoassok, Etam Ntaan, Sembir, Mebi Mengoui,
Source : Diagnostic Participatif Niveau Villages (LUDEPRENA, 2017)

#### Pédologie
Les sols sont classés comme «Xanthic » ou « Plinthic Ferralsols » dans la classification 
FAO-UNESCO. Ils appartiennent au groupe des sols ferralitiques fortement désaturés. Ce sont 
des sols argileux tropicaux de couleur brun-jaunâtre à brun vif. Le PH est généralement acide. 
On rencontre aussi des sols hydromorphes très mal drainé dans les bas-fonds. Les sols 
hydromorphes permettent le développement des cultures de contre saison à l’instar du maïs 
et d’autres cultures.

#### Foret: Flore et Faune

##### La flore
La formation végétale est la forêt dense humide sempervirente de basse et moyenne 
altitude, constituée de produits forestiers ligneux dont les essences les plus exploitées sont 
répertoriées dans le tableau ci-après 
Tableau 5: Essences forestières et produits forestiers non ligneux identifiés
Nom scientifique Nom 
commercial Nom local Partie utilisée Utilisation
Chorophora excelsa Iroko Abang Écorce, tronc Médecine 
Bois d’œuvre
Baillonella toxis perma Moabi Adjap
Fruits 
Écorce
tronc
Alimentation
Médecine 
Bois d’œuvre
Cyclocodiscus 
gabunensis Okan Adoum Écorce
Tronc 
Médecine
Bois d’œuvre
Irvingia gabonensis Mango sauvage Ando’o Amandes Alimentation
Entandrophragma 
cylindrie Sapelli Assé Tronc Bois d’œuvre
Entandrophragma utile Kossipo Atom assé Tronc Bois d’œuvre
Piptadeniastrum 
africanum
Piptadenla 
dabema Atui Écorce
Tronc
Médecine
Bois d’œuvre
Triplochiton 
sacleroxylon Ayous ayos Tronc Bois d’œuvre
Lovea trichilioides Dibetou Bibolo Tronc Bois d’œuvre
Guiboursia tessmani Bubinga Essigang Écorce
Tronc
Médecine 
Bois d’œuvre
bois alstonia spp Emien Ekouk Écorce Médecine
Pychranthus 
angolensis Ilomba caraboard Eteng Écorce
Tronc
Médecine 
Bois d’œuvre
Distemonanthus 
benthamianum Movingui Eyen Tronc Bois d’œuvre
erythrepheum Tali Elon Tronc Bois d’œuvre
Terminalia superpa Fraké Akom Tronc Bois d’œuvre
Lophira alata Azobé Okoga Tronc Bois d’œuvre
Diospyros crassiflora Ebène Mevini Tronc Bois d’œuvre
Rocinedendron eudulis Ezézang Ezézang Amande Consommation
benthemianus Movingui Eyen Tronc Bois d’œuvre
Nauclea diderrichii Bilinga Tronc Bois d’œuvre
Gnetum africanum Okok Okok Feuilles Alimentation 
Raphia farinifera Raphia Zam Branches et feuilles Artisanat, habitation et 
décoration
Source : Diagnostic Participatif Niveau Villages (LUDEPRENA, 2017)
La formation herbeuse à Imperata cylindrica dominante constitue la végétation 
spontanée. On note quelques espèces telles que l’Eupatorium sp. en majorité, du Vermomia 
sp., etc. 

##### La Faune
La faune est diversifiée et peut se classer en deux catégories :
- Une faune sauvage constituée des rongeurs, des oiseaux, des espèces aquatiques 
(clarias, tilapia, poissons vipères) est presque en voie de disparition. 
- Une faune domestique constituée de chèvres, des moutons des porcs, de la volaille et 
des cochons d’inde.
Tableau 6: Quelques espèces animales présentes dans la commune à Nkolafamba.
N° Nom commun Nom Local Nom scientifique CLASSE DE 
PROTECTION
1 Aulacode commun Fonguela Thryonomis swinderianus C
2 Buffle Nyat Bubalus bubalis B
3 Civette Zôe Vivera civetta B
4 Écureuil à pattes rouges Ossen Funisciunus pyrrhopus C
5 Écureuil à raies Ossen Funisciunus isabella C
6 Gazelle Sô Gazella rufufrons A
7 Pangolin à écailles 
tricuspides Okekah Manis javanica A
8 Pangolin à longue queue Manis javanica A
9 Rat de gambie Koéssi Cricetomys gambianus C
1 Couleuvre Okom Colubridae
2 Tortue terrestre Kulu Testudinidae B
3 Varan du Nil Nka'a Varanus niloticus B
4 Vipère du Gabon Akpwe Bitis gabonica C
5
1 Calao Okpwekpwa Buceros bicornis B
2 Cobra Ngoyomo Naja haje haje A
3 Perroquet rouge Kôss Necropsittacus borbonicus A
4 Perroquet vert Kôss Necropsittacus borbonicus A
Source : Diagnostic Participatif Niveau Villages (LUDEPRENA, 2017)
Selon la loi 94/01 et au sens du décret 95-466, est appelée « zone cynégétique » 
toute aire protégée, réservée à la chasse, gérée par l'administration chargée de la Faune, une 
personne physique ou morale, (guide de chasse), une collectivité publique locale (populations 
riveraines), et dans laquelle tout acte de chasse ne peut y être perpétré contre les espèces
intégralement protégées. Ce même décret répartit les espèces animales en 3 classes 
A, B et C (article 78 de la loi 94/01).
• La classe A qui regroupe les animaux bénéficiant d'une protection intégrale. Toutefois, 
ces animaux peuvent être capturés ou chassés après autorisation exceptionnelle du 
ministre chargé de la Faune (article 42 du décret 95-466).
• La classe B pour les animaux pouvant être chassés après obtention d'un permis.
• La classe C prend en compte les animaux pouvant être chassés selon la 
réglementation.
Cette catégorisation est revue tous les cinq ans par arrêté ministériel.

## Histoire
Les populations de Nkolafamba essentiellement constituées des Bene, viendraient d’Égypte. Leur installation dans l’actuelle contrée a été marquée par plusieurs obstacles dont la traversée de la Sanaga.
En effet, la traversée de la Sanaga ne fût pas une tâche facile. Il y fallut l’intervention du patriarche des Bene le nommé OWONO KODE qui, ayant l’habitude de traverser les cours d’eau par l’utilisation des radeaux fabriqués à l’aide des parasoliers allait traverser ce cours d’eau sur le dos d’un immense serpent, croyant avoir trouvé un tronc d’arbre. Le lieu de la traversée s’appelle Elig Nkoulou non loin des Chutes de Nachtigal à Ntui.
Installés dans la forêt, les Bene furent confrontés à l’attaque d’une bête féroce semblable à un lion qui décima une bonne partie des fils et filles Bene. Une fois de plus, 
l’intervention du patriarche Bene fût remarquable et se solda par la mort de ladite bête féroce. 
Des deux (02) prouesses qu’il réalisa, il obtint le nom de NNE BODO qui signifie « sauveur du 
peuple ».
De jours en jours, Nkolafamba qui appartenait à la commune de MFOU a été érigé en 
Commune rurale par décret n°95/82 du 24 avril 1995.
Avec le décret N°2008/376 du 12 novembre 2008, portant organisation Administrative 
de la République du Cameroun, qui consacrait la disparition l’appellation de Commune 
Urbaine ou rurale et de Province, la Commune Rurale de Nkolafamba devint Commune de 
Nkolafamba.
Depuis sa création, la Commune a eu à sa tête trois (03) Maires :
- Monsieur ENDOUGOU Tobie de 1995 à 2002
- Monsieur FOE AMOUGOU Martin de 2002 à 2013
- Monsieur ONDIGUI OWONA Jean François de 2013 à nos jours. 
La Commune est une société organisée sur le plan traditionnel, administratif, 
socioprofessionnel et relationnel. Elle est composée d’un regroupement de villages.
Le chef de groupement ou chef de deuxième degré a sous sa responsabilité un 
ensemble de villages à la tête desquels on trouve des chefs de troisième degré ayant autour 
d’eux un ensemble de notables représentant les grandes familles de la communauté.
Les chefs de villages, descendants des différents fondateurs, sont les gardiens de la 
tradition.
Tableau 7 : Quelques évènements chronologiques
DATES ÉVÈNEMENTS IMPACTS
1932
Construction du palais sis à Nkolafamba 
par feu AMOUGOU André plus connu 
sous le nom d’AMOUGOU ANABA
Centre d’accueil de tous les Bene
1943
AMOUGOU ANABA devient chef 
supérieur, autrefois secrétaire de Charles ATANGANA Village mieux organisé
1949
Chute d’un avion de l‘institut 
géographique National à 6 km du centre 
actuel de Nkolafamba
Le village devint et est un site 
touristique (Hélice avion)
1950 
Décès d’AMOUGOU ANABA Deuil, tristesse dans le village
2003
Décès de Marc Vivien FOE fils de 
Nkolafamba
Ralentissement des projets qu’il 
avait entrepris (complexe 
multisport et projet électrification 
de Nkolafamba)
Source : Plan de Développement Communal de Nkolafamba 2018-2023...

## Population
14 494
Outre Nkolafamba, la commune comprend les villages suivants :
- Abanga
- Abombo
- Afan
- Akam
- Anyoungom I
- Atoassi
- Bitotol
- Dzouzok
- Ebolmedzom
- Efandi
- Ekom I
- Ekom II
- Ekoum-Eyen
- Eyo
- Lada I
- Lada II
- Mbaka'a
- Mebang
- Mebou
- Mehandan I
- Meven
- Mindzié
- Ndibessong
- Ngalan
- Ngang I
- Ngang II
- Nkil
- Nkolbikogo
- Nkolmeyang I
- Nkolmeyang II
- Nkolmeyang III
- Nkolngoe
- Nkolo I
- Nkolo II
- Nkolo III
- Nkombaassi
- Nkomessebe
- Nkong Melen
- Nkoulou
- Nlobisson II
- Nsazomo
- Obom
- Zok I
- Zok II

### Jumelage
- Bondy (France).